# Tila
|  | Aquest article tracta sobre la població russa. Si cerqueu la planta que s'usa per a fer infusions, vegeu «Til·ler». |

Tila (en rus: Тыла) és un poble del krai de Perm, a Rússia, que forma part del raion de Gaini. El 2010 tenia 11 habitants.